# 布萊克富特
布萊克富特（英語：Blackfoot）是一個位於美國愛達荷州賓厄姆縣的城市。根據2010年美國人口普查，該地人口為11,899人，而該地的面積約為16.08平方千米。同時該地也是賓厄姆縣的縣治。

## 地理
布萊克富特的座標為43°11′24″N 112°20′46″W / 43.19000°N 112.34611°W，而該地的平均海拔高度為1,371米（即4,498英尺）。